# Rosie Huntington-Whiteley
Rosie Alice Huntington-Whiteley (Plymouth, 18 aprile 1987) è una supermodella e attrice britannica.

## Biografia
Prima di tre figli, Rosie Huntington-Whiteley nasce a Plymouth il 18 aprile 1987, ma cresce a Tavistock. Il padre, Charles Huntington-Whiteley, è un perito edile trisnipote del politico conservatore Sir Herbert Huntington-Whiteley, e bisnipote di Eric Huntington-Whiteley, il figlio di Sir Herbert, che contrariamente all'opinione della propria famiglia sposò Enid Kohn, figlia di immigrati polacchi di origine ebraica stabilitisi nel Regno Unito nel 1870. La madre, Fiona Jackson, è un'istruttrice di fitness. Rosie ha un fratello minore, Toby, anch'egli modello. Al liceo, Rosie fu spesso vittima del bullismo dei propri compagni a causa del suo fisico acerbo, così decise di prendere lezioni di judo. Dal 2014 è una attiva sostenitrice dell'UNICEF.
La Huntington-Whiteley viene scoperta nel 2007, mentre studiava al Tavistock College da un agente della Profile alla quale lei si era precedentemente proposta, agenzia di moda di Londra. La modella viene messa sotto contratto, e dopo essersi trasferita a New York, nel 2008 compare sulle riviste Teen Vogue e Vogue Nipon, e sfila per marchi come Valentino, Louis Vuitton, Moschino, Dsquared², Just Cavalli, Kenzo, Gai Mattiolo, Iceberg, Vera Wang, Guy Laroche, Loewe e molti altri.
In seguito la Huntington-Whiteley è stata la testimonial per Agent Provocateur, Shiatzy Chen, Burberry, Abercrombie & Fitch, Bloomingdale's, Sportmax, D&G e per la linea giovanile di intimo PINK di Victoria's Secret. Nel 2006, 2007, 2008, 2009 e 2010 ha anche sfilato per Victoria's Secret. È protagonista della campagna autunno/inverno 2009/2010 di Miss Sixty.
L'apice della sua notorietà nel settore arriva nel 2010, quando compare sulla copertina di Vogue, insieme alle modelle Eden Clark e Jourdan Dunn, nel numero di settembre, inoltre è insieme ad Alessandra Ambrosio e Adriana Lima, sue colleghe di Victoria's Secret, testimonial del marchio di borse spagnolo Loewe,ed è stata scelta come protagonista del calendario Pirelli.
Nel 2011 è stata nominata modella dell'anno durante la premiazione Style Award, organizzata dalla rivista Elle, e diventa testimonial di Burberry sia del profumo burberry body che della linea autunno/inverno. Nello stesso anno viene eletta come la donna più sexy del mondo dalle riviste Maxim e FHM. Nell'agosto 2012 si ha la notizia di un suo lancio di una nuova collezione di lingerie. Nel 2013 recita nella pubblicità per la Mark & Spencer, reinterpretando le favole di Alice nel Paese delle Meraviglie, Il mago di Oz e Aladino, accanto a David Gandy ed Helena Bonham Carter.
Nel luglio del 2015 è stata nominata "la donna più bella del mondo" dal magazine americano People. Nello stesso anno posa senza veli per il magazine francese Lui. Nel 2016 viene inserita dalla rivista Forbes al quarto posto fra le modelle più pagate, con un guadagno di 9 milioni di dollari, ex aequo con la modella Gigi Hadid. Nel 2017 scende al sesto posto con un guadagno di 9.5 milioni di dollari. Nel 2018 è tra le protagoniste della campagna pubblicitaria autunno/inverno di Jimmy Choo, accanto alle colleghe Lily Aldridge e Joan Smalls. Inoltre viene eletta da Forbes la terza modella più pagata dell'anno, posizione condivisa con la collega Chrissy Teigen, con un guadagno di 11.5 milioni di dollari.
Nel 2010 è stata impegnata sul set del film Transformers 3 (Transformers: Dark of the Moon), sostituendo Megan Fox accanto a Shia LaBeouf.  L'uscita del film, diretto da Michael Bay, è avvenuta nel 2011.
Nel 2015 ha partecipato al film Mad Max: Fury Road di George Miller, nel ruolo di "Angharad la splendida", una delle "Cinque Mogli", donne sane e fertili destinate ad accoppiarsi con il signore della guerra Immortan Joe, per dare alla luce una nuova stirpe, libera da tare genetiche. Per interpretare Angharad, donna incinta e prossima al parto, ha indossato durante tutto il film una protesi a forma di "pancione".

## Vita privata
Dal 2010 ha una relazione con l'attore Jason Statham, con cui si fidanza ufficialmente nel gennaio 2016. La coppia ha due figli, il primo, Jack Oscar, nato il 24 giugno 2017. Il 2 febbraio 2022 nasce la seconda figlia della coppia, Isabella James.

## Filmografia

### Attrice

#### Cinema
- Transformers 3 (Transformers: Dark of the Moon), regia di Michael Bay (2011)
- Mad Max: Fury Road, regia di George Miller (2015)

#### Videoclip
- Love Me Tender...Or Else, regia di Greg Williams (2009)
- Marks and Spencer: Believe in Magic and Sparkle, regia di Johan Renck (2013)